# شريط الصوت الرقمي
شريط الصوت الرقمي (DAT أو R-DAT) وهو عبارة عن وسيط لتسجيل الإشارات وتشغيلها تم تطويره بواسطة شركة Sony وتم تقديمه في عام 1987. في المظهر يشبه الكاسيت المضغوط، باستخدام 3.81مم / 0.15 بوصة (يشار إليها عادةً بـ 4مم) شريط مغناطيسي مغلق في غلاف واقي، ولكنه يبلغ نصف الحجم تقريبًا عند 73مم × 54مم × 10.5مم.

## نبذة
التسجيل رقمي وليس تناظري. ويمكن أن تسجل DAT بمعدلات أخذ عينات مساوية، وكذلك أعلى وأقل من قرص مضغوط (معدل أخذ العينات 44.1 أو 48 أو 32 كيلو هرتز على التوالي) عند تكميم 16 بت. إذا تم نسخ مصدر رقمي قابل للمقارنة دون الرجوع إلى المجال التماثلي، فإن DAT سينتج نسخة دقيقة، على عكس الوسائط الرقمية الأخرى مثل Digital Compact Cassette أو غير Hi-MD MiniDisc ، وكلاهما يستخدم نظام تقليل البيانات المفقودة.
ومثل معظم تنسيقات كاسيت الفيديو، يمكن تسجيل شريط DAT وتشغيله في اتجاه واحد فقط، وعلى عكس كاسيت الصوت التناظري، على الرغم من أن العديد من مسجلات DAT لديها القدرة على تسجيل أرقام ومعرفات البرامج، والتي يمكن استخدامها لتحديد مسار فردي مثل على مشغل أقراص مضغوطة.
وعلى الرغم من أن الغرض منه هو أن يكون بديلاً لأشرطة الكاسيت المضغوطة الصوتية التناظرية، لم يتم اعتماد التنسيق على نطاق واسع من قبل المستهلكين أبدًا بسبب نفقته، فضلاً عن مخاوف صناعة الموسيقى بشأن النسخ عالية الجودة غير المصرح بها. شهد التنسيق نجاحًا معتدلًا في الأسواق المهنية وكوسيط تخزين كمبيوتر، تم تطويره إلى تنسيق تخزين البيانات الرقمية. نظرًا لأن شركة Sony قد توقفت عن إنتاج المسجلات الجديدة، فسيصبح من الصعب تشغيل التسجيلات المؤرشفة بهذا التنسيق ما لم يتم نسخها إلى تنسيقات أخرى أو محركات أقراص ثابتة. وفي الوقت نفسه، لاحظ بعض المهندسين المشاركين في إعادة إتقان التسجيلات الأرشيفية على DAT ، ظاهرة متلازمة السقيفة اللاصقة، مما يمثل تهديدًا إضافيًا للصوت المحتجز حصريًا في هذه الوسيلة.

## تاريخ

### التطوير
تعتمد تقنية DAT بشكل وثيق على مسجلات الفيديو، باستخدام رأس دوار ومسح حلزوني لتسجيل البيانات. هذا يمنع DATS من التعرض جسديا تحريرها في القص ولصق طريقة الأشرطة التناظرية، أو بكرة مفتوحة الأشرطة الرقمية مثل ProDigi أو DASH .
ويسمح معيار DAT بأربعة أوضاع لأخذ العينات: 32كيلوهرتز عند 12 بت و 32كيلو هرتز، 44.1كيلو هرتز أو 48كيلوهرتز عند 16 بت. تعمل مسجلات معينة خارج المواصفات، مما يسمح بالتسجيل عند 96كيلوهرتز و 24 بت (HHS). بعض الآلات المبكرة التي تستهدف السوق الاستهلاكية لم تعمل عند 44.1كيلوهرتز عند التسجيل حتى لا يمكن استخدامها «لنسخ» قرص مضغوط. نظرًا لأن كل معيار تسجيل يستخدم نفس الشريط، فإن جودة العينة لها علاقة مباشرة بمدة التسجيل - 32سيسمح kHz 12 بت ست ساعات من التسجيل على شريط مدته ثلاث ساعات بينما يمنح HHS 90 دقيقة فقط من نفس الشريط. تشتمل بيانات الإشارة على أكواد فرعية للإشارة إلى بداية ونهاية المسارات أو لتخطي قسم بالكامل؛ هذا يسمح للفهرسة والبحث السريع. يتم دعم التسجيل الاستريو ثنائي القناة تحت جميع معدلات أخذ العينات وأعماق البتات، لكن معيار R-DAT يدعم التسجيل رباعي القنوات عند 32كيلو هرتز.
ويتراوح طول DAT بين 15 و 180 دقيقة، وشريط مدته 120 دقيقة يبلغ طوله 60 مترًا. تميل DATs التي يزيد طولها عن 60 مترًا إلى أن تكون مشكلة في مسجلات DAT بسبب الوسائط الأرق. آلات DAT تعمل في 48كيلو هرتز و 44.1معدلات العينة kHz تنقل الشريط عند 8.15مم / ثانية. آلات DAT تعمل في 32معدل العينة kHz ينقل الشريط عند 4.075مم / ثانية.

### صيغ سابقة
ولم يكن DAT أول شريط صوتي رقمي؛ تضمين نبضي مشفر وتم استخدام (PCM) في اليابان من قبل دينون في عام 1972 لاتقان وإنتاج التماثلية للتسجيلات الفونوغراف، وذلك باستخدام 2 بوصة Quadruplex -format مسجل شريط فيديو لفي النقل، ولكن هذا لم يكن تطورت إلى منتج استهلاكي. يرجع تاريخ تطور دينون إلى عمله مع إذاعة NHK اليابانية؛ طورت NHK أول مسجل صوت PCM عالي الدقة في أواخر الستينيات. استمر دينون في تطوير مسجلات PCM الخاصة بهم التي تستخدم آلات الفيديو الاحترافية كوسيط تخزين، وفي نهاية المطاف قامت ببناء وحدات ذات 8 مسارات تستخدم، من بين منتجات أخرى، لسلسلة من تسجيلات موسيقى الجاز التي تم صنعها في نيويورك في أواخر السبعينيات.
وفي عام 1976، تم تطوير تنسيق شريط صوتي رقمي آخر بواسطة Soundstream ، باستخدام 1 بوصة (25.4 مـم) واسعة الشريط بكرة لبكرة تحميل على الأجهزة مسجل المصنعة من قبل شركة هانيويل بوصفها وسائل النقل، والذي بدوره كان متصلا خارجي ترميز الصوت الرقمية وأجهزة فك التشفير من تصميم Soundstream نفسه. تم تحسين تنسيق Soundstream من خلال عدة نماذج أولية وعندما تم تطويره إلى 50معدل أخذ العينات كيلوهرتز عند 16 بت، فقد تم اعتباره جيدًا بما يكفي للتسجيل الكلاسيكي الاحترافي من قبل أول عميل للشركة، Telarc Records of Cleveland ، أوهايو. كان تسجيل Telarc في أبريل 1978 لـ Holst Suites for Band بواسطة فريدريك فينيل و Cleveland Wind Ensemble إصدارًا تاريخيًا، وبشر بالتسجيل الرقمي لشركات الموسيقى الكلاسيكية الأمريكية. تم استخدام نظام Soundstream أيضًا بواسطة RCA .
ابتداءً من عام 1978، قدمت شركة 3M خطها الخاص وتنسيقها من مسجلات الأشرطة الصوتية الرقمية لاستخدامها في استوديو التسجيل. تم تثبيت أحد النماذج الأولية لنظام 3M في استوديوهات Sound 80 في مينيابوليس ، مينيسوتا. تم استخدام هذا النظام في يونيو 1978 لتسجيل "ربيع الأبلاش" لآرون كوبلاند من قبل أوركسترا سانت بول تشامبر بقيادة دينيس راسل ديفيز. كان هذا السجل هو أول تسجيل رقمي حائز على جائزة جرامي. تم استخدام إصدار الإنتاج من نظام 3M Digital Mastering System في عام 1979 لتسجيل أول ألبوم لموسيقى الروك الرقمية بالكامل، وهو "Bop Till You Drop" للمخرج Ry Cood ، والذي تم إنتاجه في استوديو Warner Brothers في كاليفورنيا.
واستخدم تنسيق PCM الأول الموجه للمستهلك تنسيقات أشرطة الفيديو الاستهلاكية (Beta و VHS) كوسيط تخزين. استخدمت هذه الأنظمة التنسيق الرقمي EIAJ ، والذي تم أخذ عينات منه عند 44.056كيلوهرتز عند 14 بت. ظهر نظام Sony PCM-F1 لأول مرة في عام 1981، وقدمت سوني منذ البداية خيار طول الكلمة 16 بت. تم تسويق الأنظمة الأخرى بواسطة Akai و JVC و Nakamichi وغيرها. باعت باناسونيك، عبر قسم التقنيات، لفترة وجيزة جهاز تسجيل رقمي يجمع بين محول رقمي EIAJ مع نقل فيديو VHS ، SV-P100. تم تسويق هذه الآلات من قبل شركات الإلكترونيات الاستهلاكية للمستهلكين، لكنها كانت باهظة الثمن مقارنةً بشرائط الكاسيت أو حتى البكرات في ذلك الوقت. لقد تواصلوا مع المسجلين المحترفين الأكثر وعيًا بالميزانية، وتم تسجيل بعض الإصدارات الاحترافية من العلامات التجارية باستخدام هذه الآلات.
وبدءًا من أوائل الثمانينيات، كانت الأنظمة الاحترافية التي تستخدم محول PCM شائعة أيضًا كتنسيقات إتقان. قامت هذه الأنظمة برقمنة إشارة صوتية تمثيلية ثم تشفير الدفق الرقمي الناتج إلى إشارة فيديو تمثيلية بحيث يمكن استخدام VCR التقليدي كوسيط تخزين.
وكان أحد أهم الأمثلة على النظام القائم على محول PCM هو نظام إتقان الصوت الرقمي Sony PCM-1600، الذي تم تقديمه في عام 1978. يستخدم PCM-1600 U-Matic -format VCR لنقله، متصلاً بأجهزة معالجة الصوت الرقمية الخارجية. تم استخدامه (وإصداراته الأحدث مثل PCM-1610 و 1630) على نطاق واسع لإنتاج وإتقان بعض أول أقراص الصوت الرقمية المضغوطة في أوائل الثمانينيات. بمجرد طرح الأقراص المضغوطة تجاريًا في عام 1982، تم إرسال الأشرطة المسجلة على PCM-1600 إلى مصانع ضغط الأقراص المضغوطة لاستخدامها في عمل القرص الزجاجي الرئيسي لنسخ الأقراص المضغوطة.
ومن الأمثلة الأخرى نظام dbx، Inc. 's Model 700، والذي يشبه نظام Super Audio المضغوطة فيما بعد، والذي استخدم معدل عينات عالي من تعديل دلتا سيغما بدلاً من PCM ؛ نظام PCM الخاص بـ Decca في السبعينيات والذي استخدم جهاز تسجيل فيديو تم تصنيعه بواسطة IVC للنقل؛ ومسجل Mitsubishi X-80 الرقمي 6.4مم (¼in) تنسيق إتقان رقمي للبكرة المفتوحة يستخدم معدل أخذ عينات غير معتاد للغاية يبلغ 50.4كيلو هرتز.
بالنسبة لتسجيل الاستوديو عالي الجودة، أصبحت جميع هذه التنسيقات قديمة بشكل فعال في أوائل الثمانينيات من خلال تنسيقين متنافسين من بكرة إلى بكرة برؤوس ثابتة: تنسيق DASH من سوني واستمرار Mitsubishi في مسجل X-80، والذي تم تحسينه ليصبح تنسيق ProDigi. (في الواقع، كان أحد أول مسجلات تنسيق ProDigi ، وهو Mitsubishi X-86C ، متوافقًا مع التشغيل مع الأشرطة المسجلة على X-80.) ظل كلا هذين التنسيقين شائعين كبديل تناظري حتى أوائل التسعينيات، عندما جعلتهما مسجلات القرص الصلب قديمة.

### DCC
وكانت آلية مسجل DAT أكثر تعقيدًا وتكلفة بشكل كبير من آلية سطح الكاسيت التناظرية بسبب رأس المسح الحلزوني الدوار، لذلك طورت Philips وPanasonic Corporation نظام تسجيل شريط رقمي منافس برأس ثابت يعتمد على الكاسيت التناظري المضغوط. كان DCC أرخص وأبسط ميكانيكيًا من DAT ، لكنه لم يصنع نسخًا رقمية مثالية لأنه استخدم تقنية ضغط ضياع تسمى PASC . (كان الضغط مع الفقد ضروريًا لتقليل معدل البيانات إلى مستوى يمكن أن يسجله رأس DCC بنجاح بسرعة الشريط الخطي البالغة 4.75 cm / s التي يستخدمها نظام الكاسيت المضغوط.) لم يكن DCC أبدًا منافسًا لـ DAT في استوديوهات التسجيل، لأن DAT تم إنشاؤه بالفعل، وتفضل الاستوديوهات التنسيقات غير المفقودة. نظرًا لإطلاق DCC في نفس الوقت الذي تم فيه إطلاق تنسيق Minidisc من سوني (الذي يحتوي على ميزات الوصول العشوائي والتحرير)، لم يكن ناجحًا مع المستهلكين أيضًا. ومع ذلك، أثبت DCC أن التسجيل الرقمي عالي الجودة يمكن تحقيقه بآلية بسيطة رخيصة باستخدام رؤوس ثابتة.

## جماعات الضغط المناهضة لـ DAT

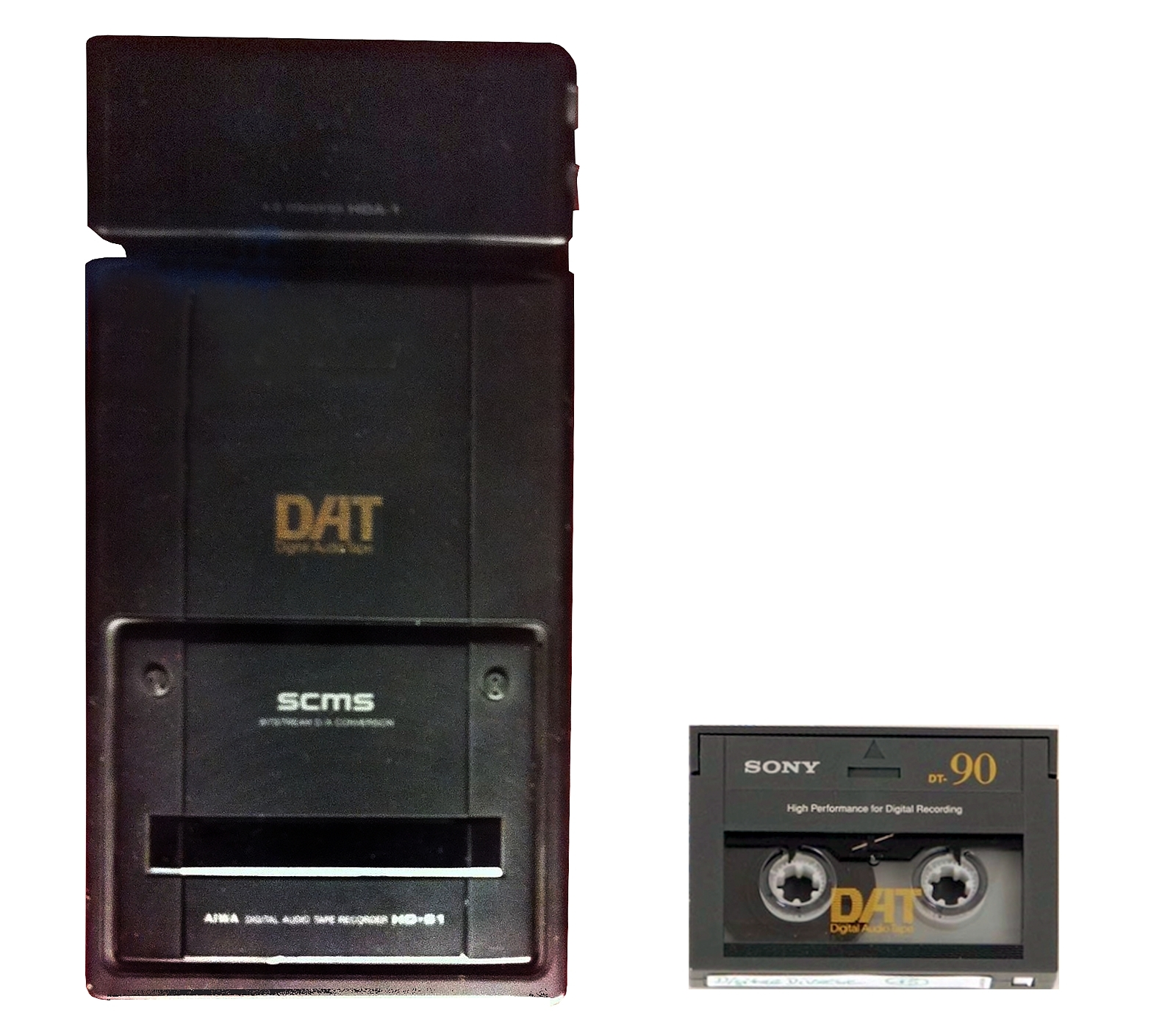
مسجل DAT

وفي أواخر الثمانينيات من القرن الماضي، ضغطت جمعية صناعة التسجيلات الأمريكية (RIAA) دون جدوى ضد إدخال أجهزة DAT إلى الولايات المتحدة. في البداية، هددت المنظمة باتخاذ إجراء قانوني ضد أي مصنع يحاول بيع آلات DAT في البلاد. سعت لاحقًا إلى فرض قيود على مسجلات DAT لمنع استخدامها لنسخ LPs والأقراص المدمجة والأشرطة المسجلة مسبقًا. ومن بين هذه الجهود قانون Copycode لمسجل الصوت الرقمي لعام 1987 (قدمه السناتور. آل جور والنائب. Waxman)، التي بدأها والتر يتنيكوف، رئيس CBS Records ، باستخدام تقنية تسمى CopyCode وطلبت من آلات DAT تضمين شريحة لاكتشاف محاولات نسخ المواد المسجلة باستخدام مرشح القطع، مما يعني أن الموسيقى المسجلة مسبقًا محفوظة بحقوق النشر، سواء كانت تناظرية أو رقمية سواء كان ذلك على LP أو الكاسيت أو DAT ، قد يكون له صوت مشوه ناتج عن مرشح الدرجة الذي يطبقه الناشر في وقت إتقان الاستنساخ الجماعي. أظهرت دراسة أجراها المكتب الوطني للمعايير أنه لم تكن التأثيرات مسموعة بوضوح فحسب، بل لم تكن فعالة حتى في منع النسخ.
وهذه المعارضة من CBS خفت بعد أن اشترت Sony ، الشركة المصنعة DAT ، CBS Records في يناير 1988. بحلول يونيو 1989، تم التوصل إلى اتفاق، وكان الامتياز الوحيد الذي ستحصل عليه RIAA هو توصية أكثر عملية من الشركات المصنعة إلى الكونجرس لسن تشريع يطالب بأن يكون لدى المسجلات نظام إدارة النسخ التسلسلي لمنع النسخ الرقمي لأكثر من جيل واحد. تم سن هذا المطلب كجزء من قانون التسجيل الصوتي المنزلي لعام 1992، والذي فرض أيضًا ضرائب على مسجلات DAT والوسائط الفارغة. ومع ذلك، نجحت صناعة الكمبيوتر في الضغط من أجل إعفاء أجهزة الكمبيوتر الشخصية من هذا القانون، مما مهد الطريق لنسخ المستهلك الهائل للمواد المحمية بحقوق الطبع والنشر على مواد مثل الأقراص المضغوطة القابلة للتسجيل، وبالتالي، أنظمة مشاركة الملفات مثل Napster .

## استخدامات DAT

### صناعة تسجيل احترافية
تم استخدام DAT بشكل احترافي في التسعينيات من قبل صناعة التسجيل الصوتي كجزء من سلسلة إنتاج رقمية ناشئة تتضمن أيضًا مسجلات رقمية متعددة المسارات ووحدات تحكم خلط رقمية تم استخدامها لإنشاء تسجيل رقمي بالكامل. في هذا التكوين، من الممكن أن يظل الصوت رقميًا من محول AD الأول بعد مضخم صوت الميكروفون حتى يصبح في مشغل أقراص مضغوطة.

### DAT مسجل مسبقًا

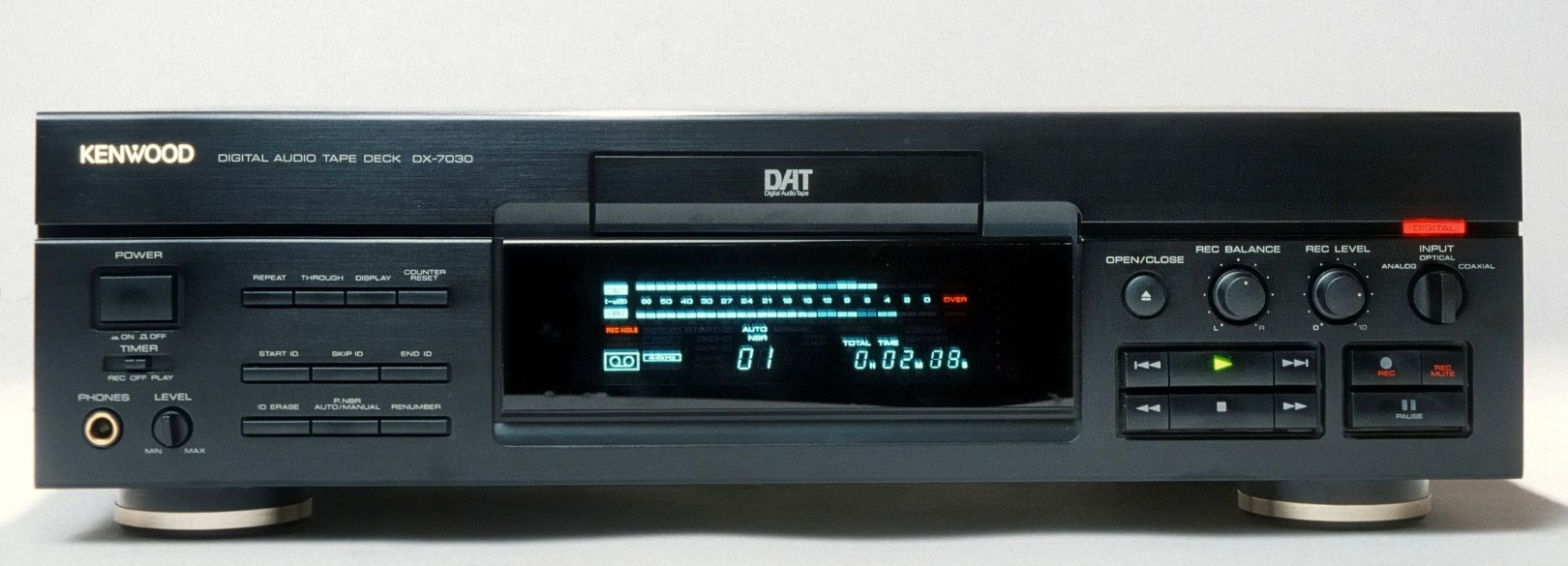
مسجل DAT (Kenwood DX-7030)

وفي ديسمبر 1987، أصبح The Guitar And Other Machines لفرقة Post-punk البريطانية عمود دوروتي، أول إصدار تجاري على DAT. في وقت لاحق في مايو 1988، أصدر Wire ألبومهم The Ideal Copy على التنسيق. تم أيضًا إصدار العديد من ألبومات أخرى من شركات تسجيل متعددة على أنها DATs مسجلة مسبقًا في السنوات القليلة الأولى من وجود التنسيق، بكميات صغيرة أيضًا. أصدرت Factory Records عددًا صغيرًا من الألبومات بالتنسيق، بما في ذلك تجميع Substance 1987 الأكثر مبيعًا من New Order ، ولكن تم إلغاء العديد من الإصدارات المخطط لها.

### استخدام الهواة والمنزل

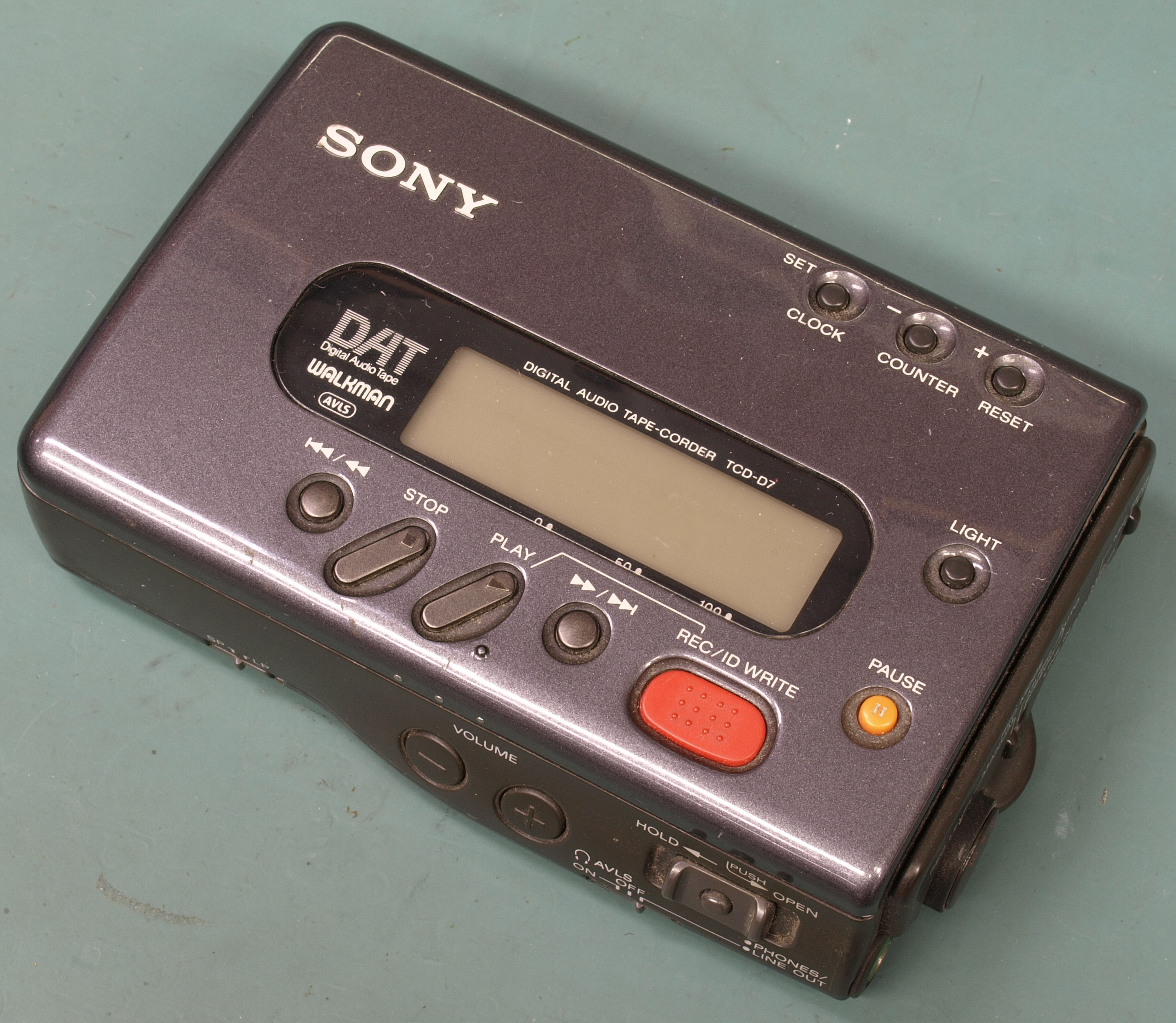
سوني DAT ووكمان TCD-D7

تم تصور DAT من قبل المؤيدين على أنه التنسيق اللاحق لأشرطة الكاسيت التماثلية بالطريقة التي كان القرص المضغوط خلفًا للتسجيلات القائمة على الفينيل. لقد بيعت بشكل جيد في اليابان، حيث قامت مخازن الصوت الاستهلاكية الراقية بتخزين مسجلات وأشرطة DAT في 2010 واستمرت المتاجر المستعملة عمومًا في تقديم مجموعة واسعة من آلات حالة النعناع. ومع ذلك، هناك وفي دول أخرى، لم تكن التكنولوجيا ذات شعبية تجارية مثل الأقراص المضغوطة أو الكاسيت. أثبتت مسجلات DAT أنها باهظة الثمن نسبيًا وتوافر عدد قليل من التسجيلات التجارية. على الصعيد العالمي، ظلت DAT شائعة، لبعض الوقت، في صنع وتداول تسجيلات الموسيقى الحية (انظر التسجيل غير القانوني)، نظرًا لأن مسجلات DAT المتوفرة سبقت مسجلات الأقراص المضغوطة ذات الأسعار المعقولة. في التسعينيات، قام عشاق فرق المربى، مثل Grateful Dead و Phish ، بتسجيل وتخزين تسجيلات الجمهور عالية الجودة للحفلات الموسيقية الحية على التنسيق.

### وسيط تخزين بيانات الكمبيوتر
تم تصميم التنسيق للاستخدام الصوتي، ولكن من خلال معيار تخزين البيانات الرقمية ISO تم اعتماده لتخزين البيانات العامة، والتخزين من 1.3 إلى 80GB على شريط 60 إلى 180 متر حسب المعيار والضغط. إنه وسيط وصول تسلسلي ويستخدم بشكل شائع للنسخ الاحتياطية. نظرًا لمتطلبات السعة والسلامة في النسخ الاحتياطية للبيانات، تم تقديم DAT على مستوى الكمبيوتر، يسمى DDS (تخزين البيانات الرقمية). على الرغم من التشابه الوظيفي مع DATs الصوتية، إلا أن عددًا قليلاً فقط من محركات أقراص DDS و DAT (على وجه الخصوص، تلك التي تم تصنيعها بواسطة Archive for SGI workstations) قادرة على قراءة البيانات الصوتية من شريط DAT. لم تعد محركات أقراص SGI DDS4 تتمتع بدعم صوتي؛ قامت SGI بإزالة الميزة بسبب «نقص الطلب».

## مستقبل DAT
في نوفمبر 2005، أعلنت شركة Sony أنه سيتم إيقاف طرازات ماكينات DAT المتبقية في الشهر التالي. باعت سوني حوالي 660 ألف منتج من منتجات DAT منذ طرحها في عام 1987.  ومع ذلك، لا يزال تنسيق DAT يستخدم بشكل منتظم في تسجيل الأفلام والتلفزيون ،  يرجع أساسًا إلى الدعم في بعض المسجلات لمزامنة رمز الوقت SMPTE ، وأحيانًا بواسطة عشاق الصوت كطريقة لعمل نسخة احتياطية من مجموعات الفينيل والكاسيت المضغوط والأقراص المضغوطة إلى تنسيق رقمي ليتم نقلها بعد ذلك إلى جهاز الكمبيوتر. على الرغم من أنه تم استبدالها من خلال تسجيل القرص الصلب الحديث أو معدات بطاقة الذاكرة، والتي توفر قدرًا أكبر من المرونة والتخزين، إلا أن أشرطة تخزين البيانات الرقمية، التي تشبه إلى حد كبير DATs ، بصرف النظر عن طول الشريط وسمكه في بعض المتغيرات، ولا تزال تُصنع حتى اليوم على عكس أشرطة DAT ، غالبًا ما تستخدم كبدائل في العديد من المواقف.
وفي عام 2004، قدمت سوني جهاز Hi-MD Walkman مع القدرة على التسجيل في PCM الخطي. على الرغم من أن تنسيق Hi-MD قد وجد بعض الدعم كبديل DAT المستند إلى القرص للتسجيلات الميدانية والتشغيل المحمول العام، فقد انتهى تصنيع Hi-MD في عام 2012.